# A1a (Genève-Lac)
De A1a (Genève-Lac) is een van de vertakkingen van de A1 ten noorden van Genève. Vele mensen zien deze A1a niet als autosnelweg, maar als aansluiting van N1 op de A1, want de weg is 1,5 km lang.